# Olcese (vescovo)
Sant' Olcese, detto Ursicino (Gallia, IV secolo – Sant'Olcese, 410?), è stato un vescovo francese vissuto tra il IV ed il V secolo.
Viene ricordato il 21 gennaio (secondo altre fonti il 22).

## Agiografia
Di lui si sa poco, eccetto che fu vescovo in Gallia, da dove fuggì insieme al vescovo san Claro nei primi anni del V secolo (probabilmente nel 407), durante le invasioni dei Vandali trovando rifugio nella località della Valpolcevera, nel genovesato, che da allora porta il suo nome e di cui è santo patrono: Sant'Olcese, mentre Claro si stabilì a Voirè (ora Valleregia, frazione del comune di Serra Riccò), dove è conservato il suo corpo.
Si pensa che i due esuli siano stati inviati in quei luoghi dal vescovo di Genova Romolo, per istruire nella fede cristiana gli abitanti, evangelizzando quelli ancora pagani.
Olcese visse nel paese conducendo una vita di penitenza e di preghiera ed attendendo al compito di istruire gli abitanti nella fede. Non è nota la data precisa della sua morte, che si ritiene avvenuta intorno al 410.
Sant'Olcese, le cui spoglie riposano dal 1155 nella chiesa del paese omonimo, è ricordato per aver legato il suo nome ad un episodio leggendario: l'addomesticamento di un orso (da cui il termine Ursicino - vedi anche le affinità fra i nomi Orso ed Olcese) che terrorizzava gli abitanti della zona.
La tradizione vuole che il santo possedesse due buoi, dei quali si serviva, aggiogandoli ad un carro, per trasportare i materiali necessari alla costruzione della chiesa.
L'orso sbucato dai boschi si sarebbe avventato su uno dei buoi, uccidendolo; il santo, allora, gli ingiunse di prendere il posto del bue ucciso, al traino del carro. La belva, miracolosamente ammansita, ubbidì prontamente all'ordine, portando così a compimento il lavoro.